# Липоводолинська селищна рада
Липоводолинська се́лищна ра́да — орган місцевого самоврядування в Липоводолинському районі Сумської області. Адміністративний центр — селище міського типу Липова Долина.

## Загальні відомості
- Населення ради: 5 800 осіб (станом на 2001 рік)

## Населені пункти
Селищній раді підпорядковані населені пункти:
- смт Липова Долина
- с. Побиванка
- с. Червона Долина
- с. Червоногірка

### Колишні населені пункти
- с. Сидоренкове
- с. Шматкове

## Склад ради
Рада складається з 30 депутатів та голови.
- Голова ради: Нищета Сергій Миколайович
- Секретар ради: Семенченко Людмила Василівна

### Керівний склад попередніх скликань
| Прізвище, ім'я, по батькові | Основні відомості                                                | Дата обрання | Дата звільнення |
| --------------------------- | ---------------------------------------------------------------- | ------------ | --------------- |
| Нищета Сергій Миколайович   | Селищний голова, 1970 року народження, освіта вища, безпартійний | 26.03.2006   | 31.10.2010      |
| Нищета Сергій Миколайович   | Селищний голова, 1970 року народження, освіта вища, безпартійний | 31.10.2010   |                 |

Примітка: таблиця складена за даними сайту Верховної Ради України

### Депутати
За результатами місцевих виборів 2010 року депутатами ради стали:

#### За суб'єктами висування
| Суб'єкт висування                                       | Кількість обраних депутатів | %    |
| ------------------------------------------------------- | --------------------------- | ---- |
| Самовисування                                           | 12                          | 40   |
| Політична партія Всеукраїнське об'єднання «Батьківщина» | 9                           | 30   |
| Партія регіонів                                         | 7                           | 23,3 |
| Народна партія                                          | 1                           | 3,3  |
| Соціалістична партія України                            | 1                           | 3,3  |

#### За округами
| № округу                                                | Прізвище, ім'я, по батькові       | Дата визнання обраним | Освіта             | Партійна приналежність                        | Відомості про обраного депутата                                                             |
| ------------------------------------------------------- | --------------------------------- | --------------------- | ------------------ | --------------------------------------------- | ------------------------------------------------------------------------------------------- |
| Народна Партія                                          |                                   |                       |                    |                                               |                                                                                             |
| 6                                                       | Кіптенко Олександр Борисович      | 02.11.2010            | вища               | член Народної партії                          | Липоводолинське лісництво, лісничий                                                         |
| Партія регіонів                                         |                                   |                       |                    |                                               |                                                                                             |
| 3                                                       | Савченко Ростислав Вікторович     | 02.11.2010            | вища               | позапартійний                                 | Відділ Держреєстру Липоводолинської РДА, начальник відділу                                  |
| 4                                                       | Решітько Микола Іванович          | 02.11.2010            | вища               | член Партії регіонів                          | Липоводолинська районна державна адміністрація, керівник апарату                            |
| 19                                                      | Шутько Наталія Григорівна         | 02.11.2010            | вища               | позапартійна                                  | Районна радіостудія «Липоводолинський Вісник», редактор                                     |
| 20                                                      | Манжус Ольга Миколаївна           | 02.11.2010            | вища               | член Партії регіонів                          | Липоводолинська загальноосвітня школа, зав. бібіліотекою                                    |
| 22                                                      | Пось Любов Михайлівна             | 02.11.2010            | середня спеціальна | позапартійна                                  | Липоводолинський центр зайнятості, головний спеціаліст                                      |
| 27                                                      | Шкура Лариса Миколаївна           | 02.11.2010            | вища               | позапартійна                                  | Липоводолинська районна державна адміністрація, начальник загального відділу                |
| 29                                                      | Пономаренко Олександр Миколайович | 02.11.2010            | вища               | позапартійний                                 | Липоводолинська районна державна адміністрація, головний спеціаліст з мобілізаційної роботи |
| Політична партія Всеукраїнське об'єднання «Батьківщина» |                                   |                       |                    |                                               |                                                                                             |
| 5                                                       | Сай Олексій Петрович              | 02.11.2010            | вища               | член Всеукраїнського об'єднання «Батьківщина» | Липоводолинська дитячо-юнацька спортивна школа, тренер-викладач                             |
| 8                                                       | Шматко Ольга Василівна            | 02.11.2010            | середня спеціальна | позапартійна                                  | пенсіонер                                                                                   |
| 9                                                       | Христенко Роман Іванович          | 02.11.2010            | вища               | позапартійний                                 | приватний підприємець                                                                       |
| 11                                                      | Семенченко Людмила Василівна      | 02.11.2010            | вища               | член Всеукраїнського об'єднання «Батьківщина» | Липоводолинська селищна рада, секретар                                                      |
| 13                                                      | Якуб Ріта Володимирівна           | 02.11.2010            | вища               | позапартійна                                  | Липоводолинський цех зв'язку № 7, оператор                                                  |
| 24                                                      | Івахно Ольга Петрівна             | 02.11.2010            | середня спеціальна | позапартійна                                  | пенсіонер                                                                                   |
| 25                                                      | Сидоренко Володимир Анатолійович  | 02.11.2010            | вища               | член Всеукраїнського об'єднання «Батьківщина» | Липоводолинська загальноосвітня школа, вчитель                                              |
| 28                                                      | Андрущенко Василь Васильович      | 02.11.2010            | середня спеціальна | позапартійний                                 | тимчасово не працює                                                                         |
| 30                                                      | Скрипка Лідія Іванівна            | 02.11.2010            | середня спеціальна | позапартійна                                  | Липоводолинська ЦРЛ, медична сестра                                                         |
| Соціалістична партія України                            |                                   |                       |                    |                                               |                                                                                             |
| 12                                                      | Неділько Олександр Миколайович    | 02.11.2010            | середня спеціальна | позапартійний                                 | Липоводолинська ЦРЛ, фельдшер швидкої допомоги                                              |
| Самовисування                                           |                                   |                       |                    |                                               |                                                                                             |
| 1                                                       | Скобліков Петро Григорович        | 02.11.2010            | вища               | позапартійний                                 | Липоводолинський Райавтодор, начальник                                                      |
| 2                                                       | Клешко Анатолій Михайлович        | 02.11.2010            | середня            | член Політичної партії «Фронт Змін»           | пенсіонер                                                                                   |
| 7                                                       | Чайка Іван Миколайович            | 02.11.2010            | вища               | позапартійний                                 | ТОВ «Мрія», директор                                                                        |
| 10                                                      | Москаленко Василь Миколайович     | 02.11.2010            | вища               | позапартійний                                 | Райагропроменерго, директор                                                                 |
| 14                                                      | Самілик Сергій Григорович         | 02.11.2010            | середня спеціальна | позапартійний                                 | Липоводолинська селищна рада, консультант по земельних питаннях                             |
| 15                                                      | Сердюк Анатолій Олександрович     | 02.11.2010            | середня спеціальна | позапартійний                                 | приватний підприємець                                                                       |
| 16                                                      | Богомол Валентина Борисівна       | 02.11.2010            | середня спеціальна | позапартійна                                  | тимчасово не працює                                                                         |
| 17                                                      | Кравченко Олександр Петрович      | 02.11.2010            | вища               | позапартійний                                 | Заввідділу Держкомзему, заввідділу земельного кадастру                                      |
| 18                                                      | Дяченко Людмила Іванівна          | 02.11.2010            | вища               | позапартійна                                  | Липоводолинська селищна рада, бухгалтер                                                     |
| 21                                                      | Вербицький Анатолій Вікторович    | 02.11.2010            | вища               | позапартійний                                 | приватний підприємець                                                                       |
| 23                                                      | Ткаченко Наталія Володимирівна    | 02.11.2010            | вища               | позапартійна                                  | Дитячий садок № 2, вихователь                                                               |
| 26                                                      | Легуша Анатолій Захарович         | 02.11.2010            | вища               | позапартійний                                 | тимчасово не працює                                                                         |